# In Sibirien
In Sibirien (russisch Из Сибири, Is Sibiri) ist ein Reisebericht des russischen Schriftstellers Anton Tschechow, der vom Juni bis August 1890 in der Sankt Petersburger Tageszeitung Nowoje wremja erschien.

## Reiseverlauf
Am 21. April 1890 besteigt Tschechow in Moskau den Zug nach Jaroslawl. Auf der Fahrt zur Insel Sachalin geht es auf dem Wasserweg weiter nach Perm. Mit der Bahn fährt Tschechow nach Jekaterinburg. Diese Stadt verlässt der Reisende am 1. Mai und erreicht am 3. Mai mit der Bahn Tjumen. Am 4. Mai passiert Tschechow Ischim.
Die Zeitspanne vom 6. Mai bis zum 20. Juni ist in vorliegendem Reisebericht dokumentiert.
Ab 21. Juni geht es den Amur hinab. Seine Mündung bei Nikolajewsk wird am 5. Juli erreicht. Tschechow landet am 10. Juli auf Sachalin.

## Inhalt
Während im europäischen Russland Anfang Mai die Nachtigallen schlagen und zu Hause im Süden der Flieder blüht, sind die Wälder auf dem Weg von Tjumen nach Tomsk kahl und die Seen noch zugefroren. Der Reiseschlitten Tschechows überholt einen Trupp Bauern – Umsiedler aus dem Gouvernement Kursk und später einen Häftlingstransport. Auf ihrem Marsch werden um die 35 Gefangene in Ketten von Soldaten bewacht. 
Schimpfend rudern Knechte die Reisenden auf einer Fähre über einen breiten Fluss. Darin sollen nach Auskunft des Kutschers Sterlete, Lachsforellen, Aalquappen und Hechte unbehelligt von Anglern leben.
6. bis 8. Mai
In der Nacht zum 6. Mai verlässt Tschechow in einer zweispännigen Kutsche das Dorf Abatskoje. Der Mediziner Tschechow diagnostiziert, der um die 60-jährige Kutscher hat wahrscheinlich Rückenmarksschwindsucht, ist aber noch ziemlich mobil. Dicht hintereinander preschen fünf Posttroikas in vollem Galopp entgegen. Es kommt zum Zusammenstoß mit einer der Troikas. Tschechow bleibt unverletzt. Sein Gepäck liegt vorstreut am Weg. Die Deichsel ist gebrochen und die beiden Pferde sind erheblich lädiert. Tschechow weiß die Ursache des Crashs. Laut Vorschrift müssen Posttroikas Schritt fahren. Die Kutscher auf den letzten vier Troikas hatten geschlafen. Der Kutscher auf der ersten Troika hatte aus Langeweile seine drei Pferde zum Galopp angetrieben. Die anderen Pferde waren ungezügelt gefolgt. Trotz ihrer offensichtlichen Schuld machen die erwachten Unfallverursacher Tschechows alten Kutscher mit üblen Schimpfworten nieder. Der alte Mann flickt die Deichsel mit Stricken und Kofferriemen – auch aus Tschechows Gepäck. Das nächste Dorf wird mit Mühe und Not erreicht. „Irgendwo balzen Auerhähne.“ Mit einem intakten Gespann geht es mit einem freien Kutscher weiter.
9. Mai
Auf dem knapp 1600 km langen Weg von Tjumen nach Tomsk gibt es viel Wild. Doch die Jäger mit ihren öfter versagenden Gewehren erlegen höchstens ein paar Enten. Der erfolgreiche Jäger muss die Beute persönlich aus dem Gewässer holen. Jagdhunde gibt es nicht. In der Hütte des freien Kutschers wird gerastet. Eine solo durchreisende Frau aus Omsk hat ihr Kleinstkind dagelassen. Die Hausfrau hat den kleinen Sascha lieb gewonnen und fürchtet, die leibliche Mutter könnte kommen und ihr den Liebling wegnehmen. Tschechow, der mit „Kaufmann“ angeredet wird, rät zu einem klärenden Briefwechsel mit der leiblichen Mutter. Das ist nicht möglich. Deren Familienname und Postanschrift sind unbekannt.
12. Mai
Kurz vor dem Irtysch muss Tschechow eine Hochwasser-Zwangspause einlegen. Die ratlosen Einheimischen empfehlen dem Reisenden, sich bei Beantwortung der Frage „Wie weiter?“ an Gott zu wenden. Tschechow schreibt: „... zieht sich das Steilufer des Irtysch hin, schwarzbraun und düster, und über ihm hängen schwere, graue Wolken; hier und da schimmert es am Ufer weiß von Schnee.“ Der Reisende scherzt, bei der außerordentlichen Breite des Irtysch wäre Jermak beim Durchschwimmen des Stromes seinerzeit auch ohne Kettenhemd ertrunken. Einheimische freie Fährleute bringen Tschechow in einem Boot ans Ostufer.
13. Mai
Vor dem Ob dann dasselbe Spiel. Die Wiesen am Westufer des Stromes sind überschwemmt. Tschechow muss in Kolywan ausharren. Ein dicker reicher Bauer philosophiert mit dem Wartenden ausführlichst über den ungebildeten, unglücklichen sibirischen Menschen: „Aus Rußland schickt man ihm Halbpelze, Kattun, Geschirr und Nägel, aber selbst versteht er nichts herzustellen. Er pflügt nur den Acker und macht freie Fuhren ...“ Tschechow vertreibt sich die Zeit mit Lesen und Schreiben.
14. und 15. Mai

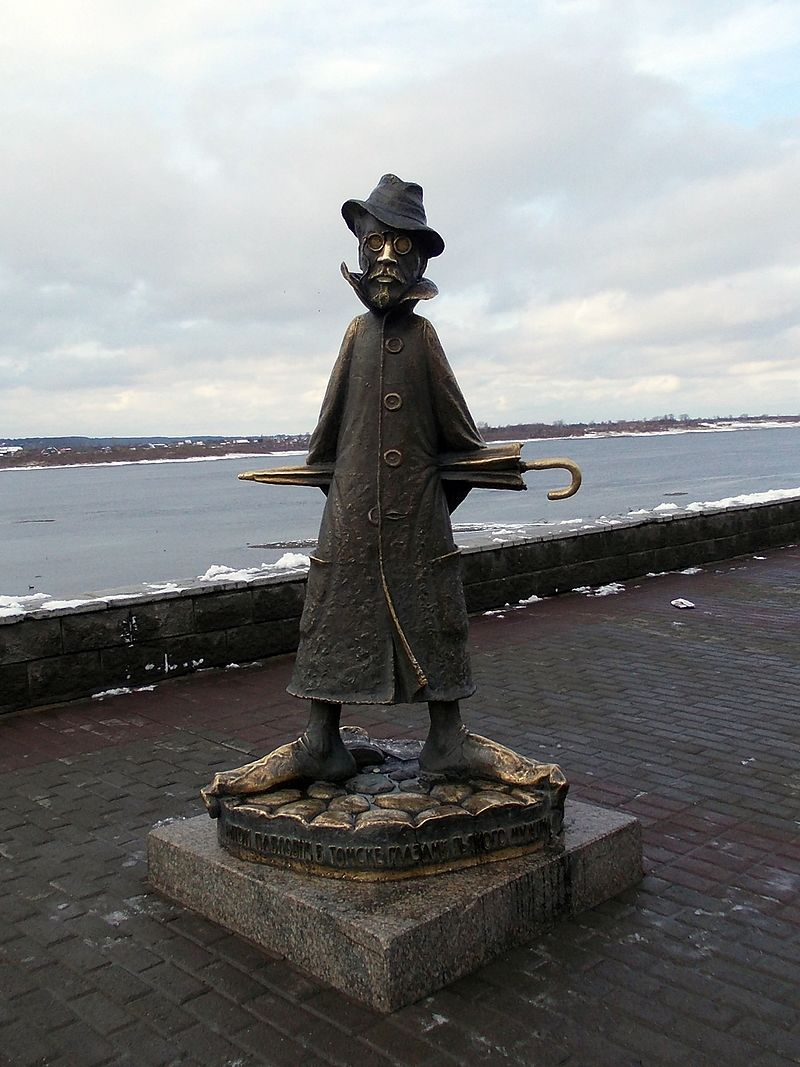
Statue des Anton Tschechow am Ufer der Tom in Tomsk

Schließlich gelingt vom benachbarten Krasny Jar aus die Bootsfahrt über den Ob. Vor Tomsk wiederum dasselbe Spiel. Die Wiesen vor der Tom sind überschwemmt. Die Überfahrt im Ruderboot ist gefährlich. Der Steuermann kommandiert die Ruderer. Nach einer Bö wartet der Steuermann im Weidengestrüpp ab. 
18. Mai
Tschechow fragt: Was geschieht mit einem Angehörigen der russischen Intelligenz, wenn er nach Sibirien verbannt wurde? Antwort: Unbeholfen und unselbständig verkommt er mit der Zeit.
27. Mai
Hinter Tomsk taucht die sibirische Poststraße nach Irkutsk in die Taiga ein. Tschechow vermutet, die sibirische Poststraße sei die längste der Welt. Sicher ist er sich aber, sie ist die hässlichste. Ein entgegenkommender Reisender klagt, seine Kutsche sei viermal umgekippt. Man erzählt sich, ein Mitglied der Geographischen Gesellschaft musste mit seiner Gattin zweimal im Wald übernachten und eine Dame hätte sich bei dem Geschaukel den Kopf blutig geschlagen. Ein Steuereintreiber habe Bauern, die ihn nach sechzehn Stunden aus dem Dreck gezogen hätten, geradezu fürstlich belohnt. Und wenn die Brücke über die Katscha wieder einmal einstürzt und Postpferde dabei fast ertrinken, so sei das kaum noch etwas Besonderes.
20. Juni
Tschechow empfindet die Fahrt durch Sibirien langweilig bis hin zum Jenissei. Dann beginnt „die originelle, erhabene, herrliche Natur“. Einen prächtigeren Fluss als den „mächtigen, ungestümen Recken“ Jenissei hat Tschechow noch nicht gesehen. Krasnojarsk am Ufer des Stromes sei die beste und schönste aller sibirischen Städte. Tschechow schreibt über die Waldungen hinter Krasnojarsk: „Die Kraft und der Zauber der Taiga liegen nicht in gigantischen Bäumen und nicht in einer Grabesstille, sondern darin, daß vielleicht nur die Zugvögel wissen, wo sie zu Ende ist.“

## Rezeption
- 1969, Dick schreibt:
  - Zur Fahrt auf dem Amur[11]: „Erst der letzte Teil der Reise ... wurde für den Dichter ein ungetrübter Genuß.“
  - „Während der Fahrt durch Sibirien schickte Tschechow laufend Reiseberichte an Suworin, der sie in seiner Zeitung Nowoje wremja veröffentlichte.“[12]
- 1982 Graßhoff[13] nennt in seinem Nachwort zwei Vorläufer solcher Literatur: Puschkins Gedicht Sendschreiben nach Sibirien[14] (1827) und Maria Wolkonskajas Erinnerungen.
- 2012, Thöns[15] zitiert aus dem 4. Kapitel vom 12. Mai 1890 zum Thema Reisen durch Sibirien vor dem Bau der Transsibirischen Eisenbahn.

## Deutschsprachige Ausgaben

### Verwendete Ausgabe
- In Sibirien. Aus dem Russischen übersetzt von einem Übersetzerkollektiv unter Leitung von Gerhard Dick. S. 7–48 in Gerhard Dick (Hrsg.): Anton Tschechow: Die Insel Sachalin. Reiseberichte, Feuilletons, Literarische Notizhefte. 604 Seiten. Rütten &Loening, Berlin 1969 (1. Aufl.)